# Acat
Acat era uma divindade na mitologia maia associada ao processo de tatuagem. Os maias davam grande importância ao processo de tatuagem, acreditando que as tatuagens com imagens de deuses confeririam à pessoa seu poder.
Devido à importância dada a esta arte e sua dificuldade, era natural que houvesse um deus responsável por ela. Dizia-se que Acat abençoava a tinta, as agulhas, os espaços de trabalho, e mantia as mãos dos artistas firmes para obter melhores resultados.
Acat  é um nome de um dos dias nahuatl que significa "junco", enquanto a pronúncia "Ah Cat" seria "Ele o do Jarro de Armazenamento". Provavelmente porque se acreditava que juncos ocos eram usados no processo de tatuagem.
Além disso, o nome Acat é traduzido como "tinteiro" no dicionário Pio Perez, e como estojo para instrumentos de médico ou estojo para caneta de escriba no dicionário Motul. De forma geral, Acat como divindade também está associado ao desenvolvimento do feto no útero.

### Citações
Jordan, Michael (1993). Encyclopedia of gods : over 2,500 deities of the world. [S.l.]: New York : Facts on File. 2 páginas. ISBN 9780816029099

Bell, F. L. S. (março de 1949). «28. Tattooing and Scarification in Tanga». Man. 29 páginas. ISSN 0025-1496. doi:10.2307/2792683. Consultado em 13 de novembro de 2024